# راپسودی اسپانیول
راپسودی اسپانیایی (به انگلیسی: Rhapsodie espagnole)، S.254 ، R.90، آهنگی برای تک‌نوازی پیانو است که توسط فرانتس لیست در سال ۱۸۵۸ ساخته شده‌است. این قطعه بسیار تداعی‌کننده موسیقی سنتی اسپانیا است و از سفر لیست به اسپانیا و پرتغال در سال ۱۸۴۵ الهام گرفته شده است. اجرای این قطعه تقریباً ۱۱ تا ۱۴ دقیقه طول می‌کشد و شامل بسیاری از چالش‌های فنی پیانونوازی، از جمله آکوردها و اکتاوهای سریع است. فروچو بوزونی، موسیقی‌دان ایتالیایی، این قطعه را برای پیانو و ارکستر در سال ۱۸۹۴ تنظیم کرد. 
این اثر اقتباسی آزاد از  مضمون فلیا و سبک خوتا اسپانیایی است و با کادنزایی شامل اکتاوهایی کور آغاز می‌شود. 